# Mutants in Avalon
Mutants in Avalon är ett rollspel från 1991 i rollspelsserien Teenage Mutant Ninja Turtles & Other Strangeness.
Historien i After The Bomb utspelade sig i östra USA efter ett kärnvapenkrig, i ett område där muterade djur dominerar samhället, till skillnad från Teenage Mutant Ninja Turtles & Other Strangeness där mutanterna var utsötta av samhället. "Mutants in Avalon" utspelar sig även i ett Storbritannien som delats upp i åtta neofeodala kungadömen. Handlingen behandlar även ankomsten av en ny Kung Artur och Riddarna av runda bordet, samt hotet av den promänsklig invasion av organisationen SAECSN.